# Concert per a piano núm. 2 (Hiller)
El Concert per a piano núm. 2 en fa sostingut menor, op. 69, fou compost per Ferdinand Hiller i estrenat el 26 d'octubre de 1843 a la Gewandhaus de Leipzig.

## Origen i context
Malgrat que avui el seu nom és poc conegut, Hiller va gaudir d'un gran prestigi al seu temps. Schumann el va elogiar com un mestre en l'art de fondre el piano i l'orquestra amb una habilitat excepcional. Figura destacada del segle xix, es va moure entre els cercles musicals més influents i va mantenir una estreta relació amb compositors com Rossini, Liszt, Berlioz i, especialment, Mendelssohn. Amb tot, l’evolució del gust musical va fer que la seva obra caigués ràpidament en l’oblit després de la seva mort. El seu segon concert, tanmateix, roman com una joia injustament ignorada.
El Concert per a piano núm. 2 és, amb tota probabilitat, l’aportació més destacada de Hiller al repertori concertant. Compost durant el seu trasllat de Frankfurt a Leipzig a la tardor de 1843, l'obra està dedicada a la reconeguda pianista Wilhelmine Clauss-Szarvady. Malgrat les dificultats logístiques i la manca de temps per preparar-lo adequadament, l’estrena va resultar un èxit rotund. En aquesta partitura, Hiller s’allunya decididament del llenguatge virtuosístic de tall parisenc, optant per una concepció més elaborada i integrada. A diferència del seu primer concert, op. 5, aquí afronta el repte del "problema concert" amb una nova perspectiva: els tres moviments mostren una arquitectura més rica i interconnectada, on el diàleg entre piano i orquestra és més dens i constant.